# Don Lever
Donald Richard „Don“ Lever (* 14. November 1952 in South Porcupine, Ontario) ist ein ehemaliger kanadischer Eishockeyspieler und -trainer sowie derzeitiger -scout, der während seiner aktiven Karriere zwischen 1969 und 1987 unter anderem 1050 Spiele für die Vancouver Canucks, Atlanta Flames, Calgary Flames, Colorado Rockies, New Jersey Devils und Buffalo Sabres in der National Hockey League auf der Position des linken Flügelstürmers bestritten hat. Darüber hinaus war er nach seinem aktiven Karriereende zwischen 1987 und 2011 als Trainer in der National- und American Hockey League tätig. Lever gewann sowohl als Spieler als auch Trainer den Calder Cup. Seit Beginn der Saison 2009/10 arbeitet er als Scout für die Chicago Blackhawks aus der NHL. Sein Schwager Rick Ley war ebenfalls als Spieler und Trainer in der NHL tätig.

## Karriere
Don Lever verbrachte seine Juniorenzeit zwischen 1970 und 1972 bei den Niagara Falls Flyers in der Ontario Hockey Association. Die 71 Scorerpunkte in 59 Spielen in seinem zweiten und letzten Jahr bei den Flyers führten dazu, dass er mit der Red Tilson Trophy als wertvollstem Spieler der Saison ausgezeichnet und ins First All-Star Team der Liga berufen wurde. Nach der Wahl im NHL Amateur Draft 1972 durch die Vancouver Canucks an der dritten Gesamtposition wurde der Stürmer umgehend von den Westkanadiern verpflichtet.
Gleich zu Beginn ergatterte Lever zur Saison 1972/73 einen Stammplatz im Kader der Canucks und blieb dem Team fast acht Jahre lang treu. Binnen dieser Zeit erreichte er sechsmal die Marke von 20 Toren pro Spielzeit und fungierte zwischen 1977 und 1979 als vierter Mannschaftskapitän des Franchises. Im Verlauf der Saison 1979/80 wurde der Angreifer im Februar 1980 gemeinsam mit Brad Smith und im Tausch Ivan Boldirev und Darcy Rota an die Atlanta Flames abgegeben. Mit dem Wechsel zu den Flames endete die bisherige Beständigkeit in Levers NHL-Karriere abrupt. Der Kanadier beendete die Spielzeit in Atlanta und zog im Sommer 1980 dann mit dem Franchise über die Landesgrenze ins kanadische Calgary. Dort spielte das Team fortan unter dem Namen Calgary Flames. Der Flügelstürmer blieb dem Klub bis zum November 1981 treu, ehe ihn ein Transfergeschäft gemeinsam mit Bob MacMillan zu den Colorado Rockies führte. Im Gegenzug wechselten Lanny McDonald und ein Viertrunden-Wahlrecht im NHL Entry Draft 1983 nach Calgary.
Im Trikot Colorados bestritt Lever lediglich 59 Einsätze, da auch das Franchise der Rockies nach dem Ende der Saison 1981/82 einer Umsiedlung zum Opfer fiel. Mit Beginn der Spielzeit 1982/83 stand er daher mit den New Jersey Devils für die folgenden drei Jahre in einem Arbeitsverhältnis. Die Devils ernannten Lever zum ersten Mannschaftskapitän ihrer Geschichte. Eine Position, die er in den ersten beiden Spieljahren ausfüllte, ehe er von Mel Bridgman abgelöst wurde. Im September 1985 wurde der Stürmer schließlich ohne jegliche Gegenleistung zu den Buffalo Sabres transferiert. Dort pendelte er in den letzten beiden Jahren seiner Karriere zwischen dem Kader des NHL-Teams und dem des Farmteam, den Rochester Americans, in der American Hockey League. Mit den Amerks gewann er am Ende der Saison 1986/87 den Calder Cup, woraufhin er im Alter von 34 Jahren seine Karriere beendete.
In der Folge schlug Lever eine Karriere als Trainer und Scout ein. Er verblieb im Franchise der Sabres und war mit Beginn der Spielzeit 1987/88 bis zum Ende der Saison 2001/02 als Assistenztrainer für Buffalo tätig. Die 15 Jahre, in denen er mit Ted Sator, Rick Dudley, John Muckler, Ted Nolan und Lindy Ruff zusammenarbeitete, wurden lediglich von einem zweijährigen Engagement als Cheftrainer des AHL-Farmteams in Rochester zwischen 1989 und 1991 unterbrochen. Dort wurde er 1991 mit dem Louis A. R. Pieri Memorial Award als bester Trainer der Liga ausgezeichnet. Nach der Zeit in Buffalo heuerte der Ex-Spieler zur Saison 2002/03 als Assistenztrainer bei den St. Louis Blues an, um in den folgenden zwei Jahren unter Cheftrainer Joel Quenneville zu arbeiten.
Lever pausierte schließlich ein Jahr und kehrte zur Saison 2005/06 als Cheftrainer in die American Hockey League zurück. Dort betreute er über die Dauer von vier Spielzeiten die Hamilton Bulldogs, das Farmteam der Canadiens de Montréal. Die Bulldogs führte er 2007 zum erstmaligen Gewinn des Calder Cups, womit Lever die Trophäe sowohl als Spieler als auch als hauptverantwortlicher Trainer gewinnen konnte. In der Spielzeit 2008/09 war der Kanadier neben seiner Cheftrainertätigkeit auch als Assistenztrainer für Montréal im Einsatz. Zur Saison 2009/10 wurde Lever von den Chicago Wolves aus der AHL verpflichtet, allerdings konnte er dort in den zwei Jahren bis 2011 dem Team zu keinen Erfolgen verhelfen. Parallel zu seinem Trainerposten begann er 2009 auch als Scout für die Chicago Blackhawks aus der NHL zu arbeiten.

### International
Für sein Heimatland spielte Lever bei der Weltmeisterschaft 1978 in der tschechoslowakischen Landeshauptstadt Prag. Dort gewann er mit den Kanadiern die Bronzemedaille, wozu er in zehn Turniereinsätzen sieben Scorerpunkte beisteuerte. Darunter befanden sich vier Tore.

## Erfolge und Auszeichnungen

### Als Spieler
- 1972 Red Tilson Trophy
- 1972 OHA First All-Star Team
- 1978 Bronzemedaille bei der Weltmeisterschaft
- 1982 NHL All-Star Game
- 1987 Calder-Cup-Gewinn mit den Rochester Americans

### Als Trainer
- 1991 Louis A. R. Pieri Memorial Award
- 2007 Calder-Cup-Gewinn mit den Hamilton Bulldogs

## Karrierestatistik

### International
Vertrat Kanada bei:
- Weltmeisterschaft 1978

(Legende zur Spielerstatistik: Sp oder GP = absolvierte Spiele; T oder G = erzielte Tore; V oder A = erzielte Assists; Pkt oder Pts = erzielte Scorerpunkte; SM oder PIM = erhaltene Strafminuten; +/− = Plus/Minus-Bilanz; PP = erzielte Überzahltore; SH = erzielte Unterzahltore; GW = erzielte Siegtore; 1 Play-downs/Relegation; Kursiv: Statistik nicht vollständig)